# Région de bien-être de Pirkanmaa
La région de bien-être de Pirkanmaa (en finnois : Pirkanmaan hyvinvointialue) est un organisme public indépendant des municipalités et de l'État chargé des services sociaux, de santé et de secours en Pirkanmaa.
C'est l'une des 23 régions de bien-être de Finlande.

## Municipalités
La région compte 23 municipalités, dont 12 villes.
- Akaa
- Hämeenkyrö
- Ikaalinen
- Juupajoki
- Kangasala
- Kihniö
- Kuhmoinen
- Lempäälä
- Mänttä-Vilppula
- Nokia
- Orivesi
- Parkano
- Pirkkala
- Punkalaidun
- Pälkäne
- Ruovesi
- Sastamala
- Tampere
- Urjala
- Valkeakoski
- Vesilahti
- Virrat
- Ylöjärvi

## Services
La responsabilité légale de l'organisation des services sociaux et de santé et de secours passera des municipalités à la région de bien-être de Pirkanmaa à partir du 1er janvier 2023.

### Soins de santé
Hormis Punkalaidun, les municipalités de la zone de bien-être de Pirkanmaa fint oartie du District hospitalier de Pirkanmaa.
Les hôpitaux de la région sont l'Hôpital universitaire de Tampere, l'hôpital de Hatanpää, l'hôpital de Pitkäniemi, l'hôpital de Sastamala et l'hôpital de Valkeakoski.

### Opérations de secours
En termes d'opérations de secours d'urgence, les municipalités de la région de bien-être de Pirkanmaa dépendent du service de secours de Pirkanmaa.

## Politique et administration
Les élections régionales finlandaises de 2022 ont eu lieu le 23 janvier 2022 afin de désigner pour la première fois les 79 conseillers régionaux élus pour 3 ans pour administrer la région de services du bien-être de Pirkanmaa.
La répartition des voix et des sièges sont les suivantes :
| Parti    | Parti                           | Voix   | %    | Sièges |
| -------- | ------------------------------- | ------ | ---- | ------ |
|          | Parti social-démocrate          | 46 815 | 22,1 | 18     |
|          | Vrais Finlandais                | 24 686 | 11,7 | 9      |
|          | Parti de la coalition nationale | 54 514 | 25,8 | 21     |
|          | Parti du centre                 | 20 225 | 9,6  | 8      |
|          | Ligue verte                     | 21 222 | 10,0 | 8      |
|          | Alliance de gauche              | 22 533 | 10,7 | 9      |
|          | Parti populaire suédois         | 331    | 0,1  | 0      |
|          | Chrétiens-démocrates            | 12 432 | 5,9  | 4      |
|          | Mouvement maintenant            | 3 178  | 1,5  | 1      |
|          | Le pouvoir appartient au peuple | 2 859  | 1,4  | 1      |
| Sources: |                                 |        |      |        |